# マヤカ (水草)
マヤカ (Mayaca fluviatilis) は、イネ目マヤカ科の水草である。
マヤカ科には複数種が記載されてきたが、一般にマヤカと言えば本種を指す。流通名として、学名のカタカナ読みのマヤカ・フルヴィアティリスやシノニムのマヤカ・ヴァンデルリィ（マヤカ・ヴァンデリー）などと呼ばれる場合もある。

## 形態
草体はとても柔らかく、しなやかである。沈水葉は幅1ミリメートル、葉長8 - 12ミリメートル程度で1脈、わずかにカールする。茎は細く、0.7 - 0.8ミリメートル。通常の栽培条件では明るくやや銀色を帯びた緑色である。葉は条件が良いと水面直下などで薄い紫色に色づく。葉は互生で不規則に茎を取り囲む。根は太く、ホシクサのものに似た縞模様がある。水上葉は水中葉の半分ほどの長さでカールせず、一見したところヒカゲノカズラにとてもよく似ている。
花は両生花で長さ3 - 17ミリメートルの花茎の先に一輪ずつ咲き、花弁は2 - 4×3 - 5ミリメートルで外側半分がピンクから紫色、内側半分は白色の3弁、萼も3枚で三角形から円形、4 - 6×2 - 4ミリメートルの黄緑色、苞は卵形で0.75 - 3×2 - 4ミリメートルである。葯は紡錘形でMayaca kunthiiに比べて短い。

## 栽培
マヤカ属の中では最も栽培が容易であり、弱酸性の軟水を好むが、適応範囲は広い。日本では流通量も多く、ソイルを使った水槽で容易に栽培でき、特にCO2や強光を用意せずとも栽培が可能であるが、ヨーロッパではめったに流通しないようで、水質の差や栽培環境の差からか栽培が困難な種として知られている。